# Église Notre-Dame-de-la-Compassion de Dégagnazès
L'église Notre-Dame-de-la-Compassion, ancienne église du prieuré de grandmontains Notre-Dame, est une église catholique située à Dégagnazès, sur le territoire de la commune de Peyrilles, dans le département du Lot, en France.

## Historique
En 1235, Aymeric de Gourdon, seigneur de Peyrilles, et son épouse, Amagne, ont fait don à l'ordre de Grandmont, avec l’accord de l’évêque de Cahors, Pons d’Antejac, de terres à Dégagnazès pour y construire un monastère. Les moines de l'ordre de Grandmont se sont établis dans ce lieu retiré fait de bois, de landes et de marécages en 1237, transformant le lieu pour le rendre cultivable. On trouve dans l'église une des plus vieilles cloches de France, datée de l'établissement du prieuré, vers 1260.
C'est dans cette celle grandmontaine que décède le prieur général de Grandmont Bernard de Gandalmar en 1291. La celle a 6 religieux en 1295, et est réunie au prieuré Francour (commune de Lafrançaise) par le pape Jean XXII, en 1317.
En 1679, une partie de la voûte de la nef de l’église s’effondre et le prieuré est abandonné. Les bâtiments conventuels sont en partie détruits.

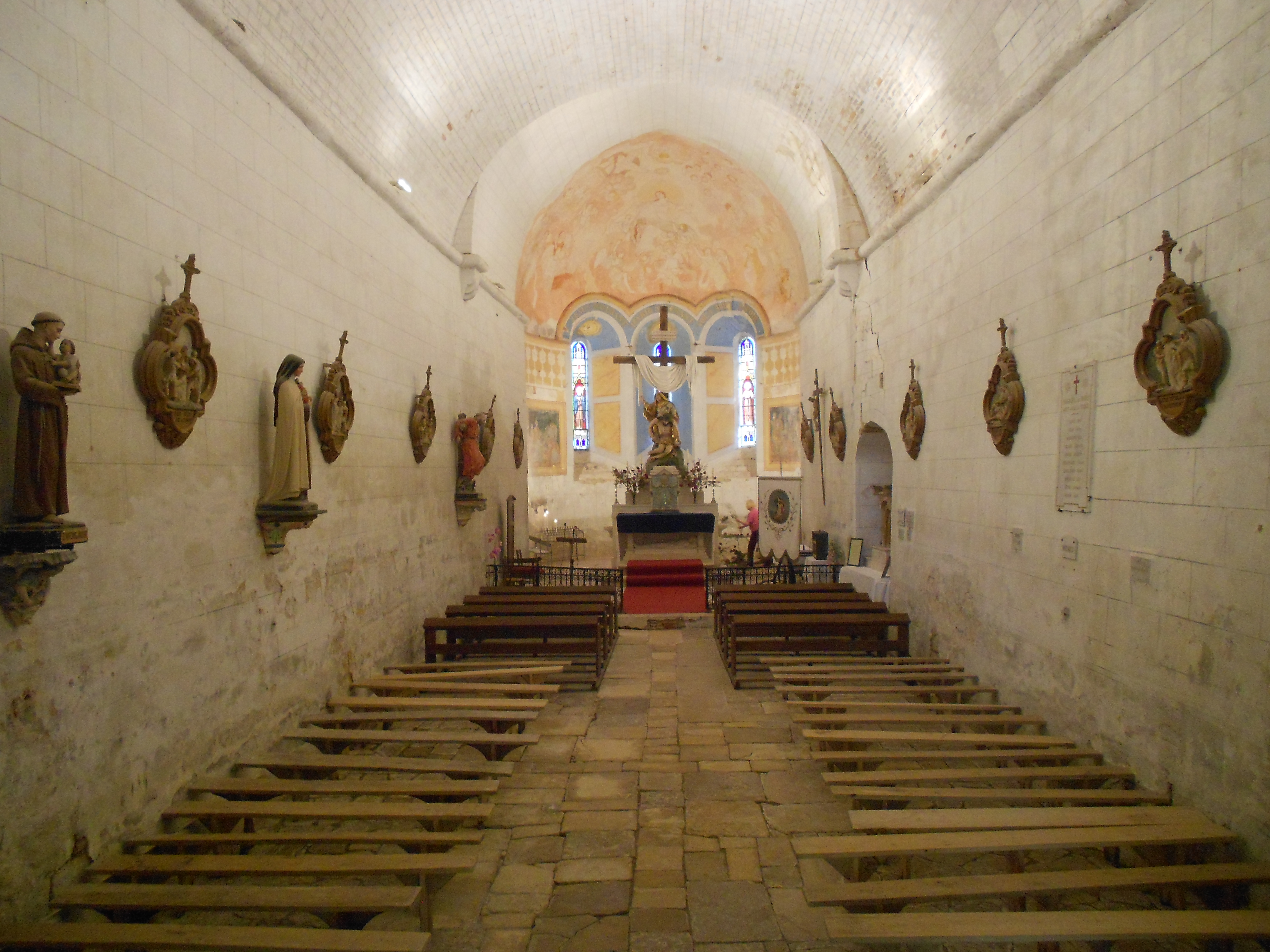
Intérieur de l'église

L'église est mise hors d’eau au XVIIIe siècle pour abriter les statues. Elle est l’objet d’un programme pictural dans le chœur dédié à la Vierge Marie en remerciements des miracles reconnus par les populations locales.
L'église est devenue paroissiale au XIXe siècle. À la fin du XIXe siècle la voûte de la nef est refaite, une nouvelle façade et un clocher sont édifiés à l'ouest. L'aile orientale des bâtiments conventuels du prieuré a été transformée en habitation privée en 1842.
L'édifice a été inscrit au titre des monuments historiques le 10 juin 1926.